# Morgan Jones (acteur du muet)
Pour les articles homonymes, voir Morgan Jones (homonymie) et Jones.
Morgan Jones, né en 1879 à Denver, Colorado (États-Unis), et décédé le 21 septembre 1951 à New York (État de New York),  est un acteur américain qui a fait carrière au cinéma muet.

## Filmographie partielle
- 1903 : Le Vol du grand rapide (The Great Train Robbery), de Edwin S. Porter
- 1913 : The Problem Love Solved
- 1913 : The Law of Humanity de Carl Gregory
- 1913 : An Orphan's Romance
- 1914 : The Million Dollar Mystery de Howell Hansel
- 1914 : The Decoy de Carl Gregory
- 1915 : Crossed Wires de Frederick Sullivan
- 1915 : Madame Blanche, Beauty Doctor d'Arthur Ellery
- 1916 : Silas Marner d'Ernest C. Warde
- 1916 : The Net de George Foster Platt
- 1917 : The Vicar of Wakefield d'Ernest C. Warde
- 1918 : La Maison du brouillard (The House of Mirth) d'Albert Capellani